# 江苏电视台体育休闲频道
江苏省广播电视总台体育休闲频道，是江苏省广播电视总台的一个频道，2004年10月1日开播。原名体育频道，最初播出体育赛事，为江苏唯一的体育特色媒体。后来更名为体育休闲频道，除了播出体育赛事节目外，还播出休闲类型的节目。

## 台标
在旧台标时期，因应江苏广电总台电视频道各频道台标为不同颜色，江苏电视台体育频道的电视荧屏台标为紫色S台标，下方标注“体育”字样。2005年10月1日，该频道统一启用红色台标，起初台标下方标注“江苏体育”四字，2006年3月更换为底色为银色，字体颜色为白色的台标（左侧为台标，右侧为“江苏体育”频道名称）。2012年，台标动态化，但仍然为底色为银色，只是原来基础上台标染红（左侧为红色台标，右侧为“江苏体育”、“江苏休闲”频道名称滚动显示），2013年台标恢复白色台标，右侧标注改为“江苏体育休闲”名称并静态化。

## 主要节目
- 中超时间
- 非宠勿扰（源于非诚勿扰，停播）
- 团团赚
- 奇妙星球
- 趣游天下
- 购物也疯狂
- 健康新7点
- 健康好味道
- 耍大牌
- 亲亲我的宝贝（停播）
- 江苏体育
- 民星斗地主
- 平安江苏
- 天天体彩（停播）
- 最美乡音（停播）
- 舞动江苏（停播）
- 爱乒才会赢 （停播）
- 中甲联赛赛事直播（仅限泰州远大赛事）
- 西甲赛事（外购自爱奇艺体育，直播或延时直播）

## 主持人
- 史正涵
- 杨鑫
- 王祖晋（解说员）
- 沈洁
- 龙斌
- 李伟齐（解说员）
- 何涛（解说员）
- 王港（解说员）
- 刘派
- 魏璐英
- 周刘颖慧
- 贾子婷（嘉宾主持）
- 蒋煊（嘉宾主持）